# Attilio Pratella
Attilio Pratella (Lugo, 19 avril 1856 - Naples, 28 avril 1949) est un peintre italien qui fut actif à la fin du XIXe siècle et dans la première moitié du XXe.

## Biographie
Attilio Pratella a étudié à l'Académie des beaux-arts de Bologne.
En 1880, titulaire d'une bourse d'études, il se rend à l'Académie des beaux-arts de Naples et il passe le reste de sa vie dans cette ville.
En 1902, Pratella est nommé professeur honoraire de l'Académie des beaux-arts de Naples.
En 1949, il meurt à Naples.
Une rue de Naples et une de Lugo portent son nom. 
Ses œuvres sont exposées dans de nombreux musées en Italie et à l'étranger.
Trois de ses cinq enfants (Fausto, Paolo et Ada) sont devenus, eux aussi, des peintres reconnus.

## Musées exposant ses œuvres
- Musée Anastase Simu de Bucarest
- Galerie d'Art moderne de Florence
- Museo d'Arte de Ravenne
- Galerie d'art moderne de Milan
- Galerie d'art moderne Ricci Oddi de Plaisance
- Musée Capodimonte de Naples, collection d’art de la Banque de Naples
- Musée Civique de Castel Nuovo de Naples
- Collections d'arts moderne et contemporain  du palais du Quirinal, Rome